# James Bergeson
James Hunter Bergeson (* 21. März 1961 in Newport Beach, Kalifornien) ist ein ehemaliger Wasserballspieler aus den Vereinigten Staaten. Er gewann eine olympische Silbermedaille sowie einmal Gold bei Panamerikanischen Spielen.

## Karriere
James Bergeson spielte Wasserball an der Newport Harbor High SChool und an der Stanford University. 1981 und 1982 gewann er mit dem Sportteam der Stanford University den Meistertitel der National Collegiate Athletic Association. Nach seiner Graduierung war er beim Stanford Water Polo Club.
Von 1982 bis 1988 spielte der 1,83 Meter große Bergeson in der Nationalmannschaft der Vereinigten Staaten. Bei der Weltmeisterschaft 1982 in Guayaquil belegte die Mannschaft den sechsten Platz. 1984 gelang Bergeson nicht der Sprung ins Olympiaaufgebot.
Bei der Weltmeisterschaft 1986 in Madrid belegte die Mannschaft den vierten Platz hinter den Teams aus Jugoslawien, Italien und der Sowjetunion. Das Spiel um die Bronzemedaille verloren die Amerikaner nach der zweiten Verlängerung mit 6:8 gegen die sowjetische Mannschaft. Bergeson erzielte in diesem Spiel einen der sechs Treffer. Im Jahr darauf siegte das US-Team bei den Panamerikanischen Spielen in Indianapolis vor Kuba und Brasilien. Bei den Olympischen Spielen 1988 in Seoul erreichte die Mannschaft aus den Vereinigten Staaten trotz eines 7:6-Sieges über Jugoslawien in der Auftaktpartie der Vorrunde das Halbfinale nur als Gruppenzweite hinter den Jugoslawen. Nach einem 8:7 im Halbfinale gegen die Mannschaft aus der Sowjetunion verloren die Amerikaner das Finale mit 7:9 gegen die Jugoslawen. Bergeson warf im Turnier neun Tore, davon eins im Endspiel.
Bergeson eröffnete später einen Ausrüstungsverleih.